# Symerton
Symerton is een plaats (village) in de Amerikaanse staat Illinois, en valt bestuurlijk gezien onder Will County.

## Demografie
Bij de volkstelling in 2000 werd het aantal inwoners vastgesteld op 106. In 2006 is het aantal inwoners door het United States Census Bureau geschat op 115, een stijging van 9 (8,5%).

## Geografie
Volgens het United States Census Bureau beslaat de plaats een oppervlakte van 0,1 km², geheel bestaande uit land. Symerton ligt op ongeveer 171 m boven zeeniveau.

## Plaatsen in de nabije omgeving
De onderstaande figuur toont nabijgelegen plaatsen in een straal van 16 km rond Symerton.